# Valle Vista (Arizona)
Valle Vista – jednostka osadnicza w Stanach Zjednoczonych, w stanie Arizona, w hrabstwie Mohave.